# Камподипјетра
Камподипјетра (итал. Campodipietra) је насеље у Италији у округу Кампобасо, региону Молизе.
Према процени из 2011. у насељу је живело 1062 становника. Насеље се налази на надморској висини од 530 м.

## Становништво
| 1936. | 1951. | 1961. | 1971. | 1981. | 1991. | 2001. | 2011. |
| ----- | ----- | ----- | ----- | ----- | ----- | ----- | ----- |
| 2.124 | 1.990 | 1.600 | 1.464 | 1.543 | 1.664 | 2.061 | 2.567 |